# Denver Nuggets 2005-2006
La stagione 2005-06 dei Denver Nuggets fu la 30ª nella NBA per la franchigia.
I Denver Nuggets vinsero la Northwest Division della Western Conference con un record di 44-38. Nei play-off persero al primo turno con i Los Angeles Clippers (4-1).

## Roster
| N° | Naz.                   | Ruolo | Sportivo         | Anno | Alt. | Peso |
| -- | ---------------------- | ----- | ---------------- | ---- | ---- | ---- |
| 1  | Stati Uniti (bandiera) | G     | Voshon Lenard    | 1973 | 193  | 93   |
| 3  | Stati Uniti (bandiera) | A     | DerMarr Johnson  | 1980 | 206  | 91   |
| 5  | Stati Uniti (bandiera) | G     | Charles C. Smith | 1975 | 193  | 88   |
| 6  | Stati Uniti (bandiera) | A     | Kenyon Martin    | 1977 | 206  | 106  |
| 7  | Stati Uniti (bandiera) | G     | Greg Buckner     | 1976 | 193  | 95   |
| 8  | Stati Uniti (bandiera) | G     | Earl Watson      | 1979 | 185  | 88   |
| 9  | Stati Uniti (bandiera) | A     | Bryon Russell    | 1970 | 201  | 102  |
| 10 | Stati Uniti (bandiera) | G     | Howard Eisley    | 1972 | 188  | 80   |
| 11 | Stati Uniti (bandiera) | G     | Earl Boykins     | 1976 | 165  | 61   |
| 15 | Stati Uniti (bandiera) | A     | Carmelo Anthony  | 1984 | 203  | 104  |
| 21 | Messico (bandiera)     | A     | Eduardo Nájera   | 1976 | 203  | 109  |
| 22 | Stati Uniti (bandiera) | A     | Ruben Patterson  | 1975 | 196  | 102  |
| 23 | Stati Uniti (bandiera) | AC    | Marcus Camby     | 1974 | 211  | 100  |
| 24 | Stati Uniti (bandiera) | G     | Andre Miller     | 1976 | 188  | 91   |
| 30 | Stati Uniti (bandiera) | A     | Reggie Evans     | 1980 | 203  | 111  |
| 31 | Brasile (bandiera)     | AC    | Nenê Hilário     | 1982 | 211  | 122  |
| 32 | Stati Uniti (bandiera) | G     | Julius Hodge     | 1983 | 201  | 95   |
| 43 | Lituania (bandiera)    | A     | Linas Kleiza     | 1985 | 203  | 111  |
| 56 | Paesi Bassi (bandiera) | C     | Francisco Elson  | 1976 | 213  | 107  |

## Staff tecnico
- Allenatore: George Karl
- Vice-allenatori:  Bill Branch, Scott Brooks, Adrian Dantley, Tim Grgurich, Doug Moe, John Welch